# خور أب عليا
خور أب عليا (بالفارسية: خورآب علیا) هي قرية تقع في قسم صفي آباد الريفي (مقاطعة إسفراين) في إيران.